# Aspidelaps
Aspidelaps é uma género de cobras venenosas da família Elapidae nativas da África. São comumente designadas cobras-nariz-de-escudo devido ao capelo e escamas rostrais aumentadas. Porém, o capelo não é tão desenvolvido no género Aspidelaps como no género Naja.

## Espécies
| Espécie     | Autoridade     | Subsp.* | Nome comum            | Distribuição geográfica                                            |
| ----------- | -------------- | ------- | --------------------- | ------------------------------------------------------------------ |
| A. lubricus | Laurenti, 1768 | 2       | Cobra-coral-do-cabo   | África do Sul (Província do Cabo), Angola meridional, Namíbia      |
| A. scutatus | A. Smith, 1849 | 3       | Cobra-nariz-de-escudo | Namíbia, Botsuana, Zimbabué, nordeste da África do Sul, Moçambique |